# Nijmegen Dukenburg
Nijmegen Dukenburg – stacja kolejowa w Nijmegen, w prowincji Geldria, w Holandii. Znajdują się tu 2 perony.